# Гервін Прайс
Гервін Прайс (англ. Gerwyn Price; нар. 7 березня 1985 року) — валлійський професійний гравець у дартс, чемпіон світу PDC (2021). Перший валлійський дартсмен, який став чемпіоном світу PDC.

## Кар'єра в PDC
У 2015 році Прайс почав брати участь у чемпіонатах світу PDC в одиночному розряді. У 2019 році він вийшов у фінал чемпіонату Європи з дартсу (PDC) в одиночному розряді, але зазнав поразки від Роба Кросс. Наступного року (2020) Прайс дійшов до півфіналу чемпіонату світу з дартсу, але зазнав поразки від майбутнього чемпіона світу Пітера Райт. У 2020 році у складі збірної Уєльсу разом із Джонні Клейтон виграв Кубок світу з дартсу. На початку 2021 року Прайс вперше став чемпіоном світу (PDC), i вперше очолив рейтинг-лист PDC.

## Особисте життя
Перед тим як стати професійним гравцем в дартс Прайс був професійним регбістом.

## Виступи на чемпіонатах світу

### PDC
- 2015: 1-й раунд (програв Пітеру Райт 0–3)
- 2016: 1-й раунд (програв Ендрю Гілдінг 0–3)
- 2017: 1-й раунд (програв Джонні Клейтон 1–3)
- 2018: 3-й раунд (програв Майклу ван Гервен 2–4)
- 2019: 2-й раунд (програв Натану Аспінал 2–3)
- 2020: півфінал (програв Пітеру Райт 3–6)
- 2021: Переможець (переміг Гері Андерсона 7–3)